# Бадминтон на Летњим параолимпијским играма 2020.
Бадминтон на Летњим параолимпијским играма 2020. у Токију, Јапан, игран је у Националној спортској дворани Јојоги (преименованој у Национални стадион Јојоги за Игре) од 1. до 5. септембра 2021. године. Укупно је одржано четрнаест такмичења: седам мушких такмичења (шест синглова, један дубл), шест женских такмичења (четири синглова, два дубла) и једно такмичење мешовитих дублова.

## Класификација
На такмичењу је било шест различитих класа.
| Класа | Опис |
| ----- | --- |
| WH1   | Спортисти који имају оштећење доњих екстремитета и трупа и/или имају повреде горњег дела кичмене мождине. Такође могу имати оштећену функцију шаке што може утицати на способност маневрисања у инвалидским колицима. Њихов стил игре је да држе инвалидска колица једном руком док другом руком померају рекет; након замаха ће се гурати или повлачити у неутралан положај седења у инвалидским колицима. |
| WH2   | Слично спортистима WH1 групе, спортисти WH2 групе имају једно или више оштећења у доњим екстремитетима, један или више губитака ногу (изнад колена) и имали би минимално или никакво оштећење трупа и/или доњих ногу. Они би померали своја инвалидска колица брже од спортиста WH1 групе и мање ће се држати за точкове да би одржали равнотежу.                                                           |
| SL3   | Спортисти би имали оштећење једног или оба доња екстремитета и лошу равнотежу при ходању/трчању: да би смањили своје оштећење, често би се такмичили на пола терена (по дужини). Ови спортисти би имали церебралну парализу, билатерални полио или губитак обе ноге испод колена. |
| SL4   | Спортисти би трчали брже и имали бољу равнотежу од спортиста који су у класи SL3, имали би оштећење једног или оба доња екстремитета, једнострани полио или благу церебралну парализу. Ови спортисти би играли на целом терену. |
| SU5   | За разлику од спортских класа SL3 и SL4, спортисти SU5 имају оштећења горњих екстремитета, као што је недостатак палца који ограничава хват и снагу замаха или губитак руке због ампутације или оштећења нерава. Такође, спортисти могу имати тешко оштећење руке којом не играју, што може утицати на равнотежне покрете, ротацију трупа и способност сервиса.                                             |
| SH6   | Спортисти који имају ахондроплазију и низак раст. |

## Распоред такмичења
| G | Групна фаза | ¼ | Четвртфинали | ½ | Полуфинали | F | Финали |

| Мушкарци појединачно WH1 | G | G | G | ¼ | ½ | F |   |
| Мушкарци појединачно WH2 |   | G | G | ¼ | ½ | ½ | F |
| Мушкарци појединачно SL3 | G | G | G | G | ½ | F |   |
| Мушкарци појединачно SL4 |   | G | G | G | ½ | ½ | F |
| Мушкарци појединачно SU5 | G | G | G | G | ½ | F |   |
| Мушкарци појединачно SH6 |   | G | G | G | ½ | ½ | F |
| Жене појединачно WH1     | G | G | ¼ | ¼ | ½ | F |   |
| Жене појединачно WH2     | G | G | G | ¼ | ½ | F |   |
| Жене појединачно SL4     |   | G | G | G | ½ | ½ | F |
| Жене појединачно SU5     | G | G | G | ¼ | ½ | F |   |
| Мушки парови WH1–WH2     |   | G | G | G | ½ | ½ | F |
| Женски парови WH1–WH2    |   | G | G | G | ½ | ½ | F |
| Женски парови SL3–SU5    |   | G | G | G | ½ | F |   |
| Мешовити парови SL3–SU5  | G | G | G | G | ½ | ½ | F |

## Земље учеснице
- Аустралија (2)
- Бразил (1)
- Канада (1)
- Кина (9)
- Кинески Тајпеј (1)
- Данска (1)
- Египат (1)
- Француска (6)
- Немачка (6)
- Уједињено Краљевство (4)
- Хонгконг (2)
- Индија (7)
- Индонезија (7)
- Израел (1)
- Јапан (13) (Домаћин)
- Малезија (2)
- Холандија (1)
- Норвешка (1)
- Перу (1)
- Пољска (1)
- Португалија (1)
- Јужна Кореја (7)
- Швајцарска (2)
- Тајланд (7)
- Турска (2)
- Уганда (1)
- Украјина (1)

Напомена - Руски такмичари су наступали под логом Руског параолимпијског комитета.

## Медаље
*   Домаћин ( Јапан)
| Позиција    | NPC                  | Злато | Сребро | Бронза | Укупно |
| ----------- | -------------------- | ----- | ------ | ------ | ------ |
| 1           | Кина                 | 5     | 3      | 2      | 10     |
| 2           | Јапан*               | 3     | 1      | 5      | 9      |
| 3           | Индонезија           | 2     | 2      | 2      | 6      |
| 4           | Индија               | 2     | 1      | 1      | 4      |
| 5           | Француска            | 1     | 1      | 0      | 2      |
| 6           | Малезија             | 1     | 0      | 0      | 1      |
| 7           | Јужна Кореја         | 0     | 3      | 1      | 4      |
| 8           | Уједињено Краљевство | 0     | 1      | 1      | 2      |
| 8           | Хонгконг             | 0     | 1      | 1      | 2      |
| 8           | Тајланд              | 0     | 1      | 1      | 2      |
| Укупно (10) | Укупно (10)          | 14    | 14     | 14     | 42     |

## Освајачи медаља

### Мушкарци
| Дисциплина               | Злато                    | Сребро                   | Бронза                         |
|                          |                          |                          |                                |
| мушкарци појединачно WH1 | Ћу Цимао                 | Ли Сам Сеп               | Донг Сеп Ли                    |
|                          |                          |                          |                                |
| Мушкарци појединачно WH2 | Даики Кађивара           | Јунг Јунким              | Чан Хођан                      |
|                          |                          |                          |                                |
| Мушкарци појединачно SL3 | Прамод Багат             | Даниел Бетел             | Манож Саркар                   |
|                          |                          |                          |                                |
| Мушкарци појединачно SL4 | Лукас Мазур              | Сухас Лалинакере Јатираџ | Фреди Сетиаван                 |
|                          |                          |                          |                                |
| Мушкарци појединачно SU5 | Чиа Лиек Хоуџи           | Анримусти Дева           | Нугрохо Сурјо                  |
|                          |                          |                          |                                |
| Мушкарци појединачно SH6 | Кришна Нагар             | Чу Ман Кај               | Кристен Кумбс                  |
|                          |                          |                          |                                |
| Мушки парови WH1–WH2     | Mai Jianpeng Мај Ђенпенг | Јунг Јун Ким Донг Сеп Ли | Даики Кађивара Хироши Мурајама |

### Жене
| Дисциплина            | Злато                               | Сребро                | Бронза                       |
|                       |                                     |                       |                              |
| Жене појединачно WH1  | Сарина Сатоми                       | Суџират Пукам         | Јин Менглу                   |
|                       |                                     |                       |                              |
| Жене појединачно WH2  | Љу Јутонг                           | Сју Тингтинг          | Јума Јамазаки                |
|                       |                                     |                       |                              |
| Жене појединачно SL4  | Ченг Хефанг                         | Леани Ратри Октила    | Ма Хуихуи                    |
|                       |                                     |                       |                              |
| Жене појединачно SL5  | Јанг Ћусја                          | Ајако Сузуки          | Акико Сугино                 |
|                       |                                     |                       |                              |
| Жене појединачно SU5  | Јанг Ћусја                          | Ајако Сузуки          | Акико Сугино                 |
|                       |                                     |                       |                              |
| Женски парови WH1–WH2 | Сарина Сатоми Јума Јумазаки         | Љу Јутонг Јин Менглу  | Суџират Пукам Амној Ветвитан |
|                       |                                     |                       |                              |
| Женски парови SL3-SU5 | Леани Ратри Октила Халиматус Садија | Ченг Хефанг Ма Хуихуи | Норико Ито Ајако Сузуки      |

| Дисциплина              | Злато                           | Сребро                  | Бронза                        |
|                         |                                 |                         |                               |
| Мешовити парови SL3-SU5 | Хари Сусанто Леани Ратри Октила | Лукас Мазур Фостин Ноел | Даисуке Фуђихара Акико Сугино |